# Zwerg-Ruhrkraut
Das Zwerg-Ruhrkraut (Omalotheca supina (L.) DC. Syn.: Gnaphalium supinum L.) ist eine Pflanzenart aus der Gattung der (Omalotheca) innerhalb der Familie der Korbblütler (Asteraceae).

## Beschreibung

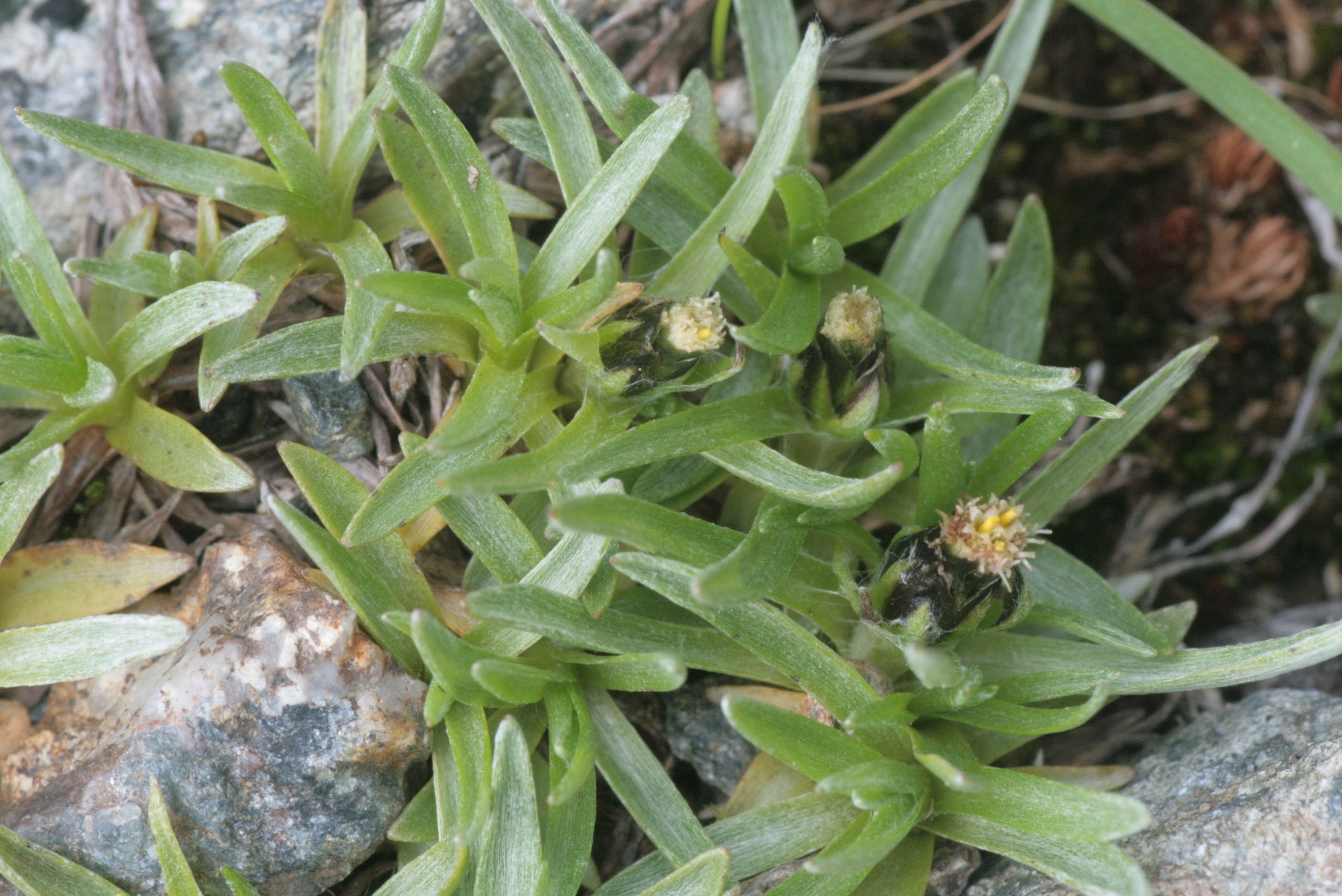
Habitus, Laubblätter und Blütenkörbchen

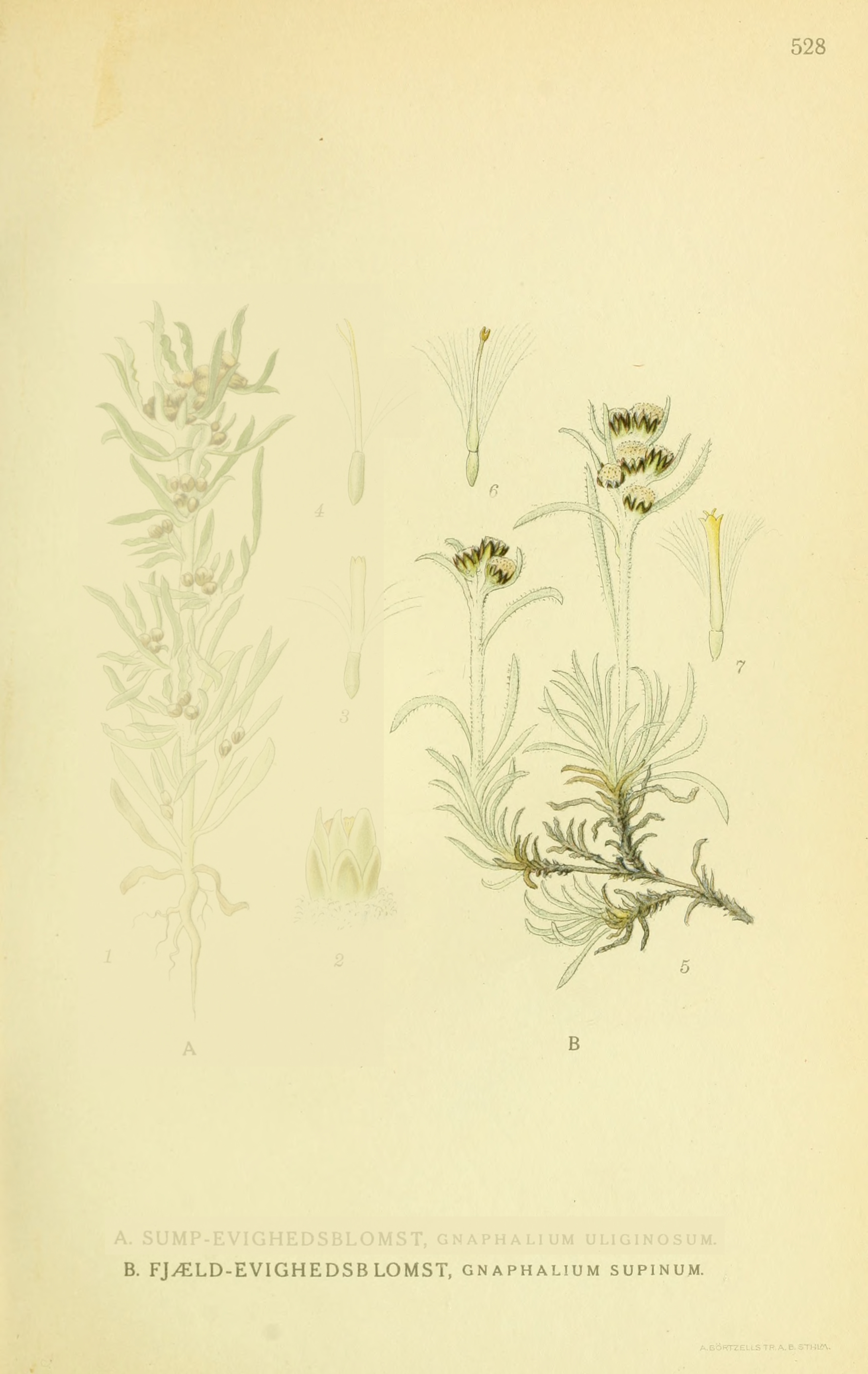
Illustration

### Vegetative Merkmale
Das Zwerg-Ruhrkraut ist eine ausdauernde krautige Pflanze, die Wuchshöhen von 2 bis 10, selten bis zu 14 Zentimetern erreicht. Ihre Rhizome sind kriechend und ziemlich ausgedehnt, sodass kleine Rasen mit mehreren blühenden Stängeln und sterile Blattbüschel entstehen. Die oberirdischen Pflanzenteile sind weiß filzig behaart.
Die beiderseits dicht graufilzig behaarten Laubblätter sind linealisch-lanzettlich und ganzrandig. Sie sind meist unter 2 Millimeter breit, die unteren sind 2 bis 3 Zentimeter lang.

### Generative Merkmale
Die Blütezeit reicht von Juni bis September. Ein, oder meist zwei bis sechs, selten bis zu zwölf sitzende oder kurz gestielte körbchenförmige Blütenstände sind in den Achseln der oberen Blätter in anfangs einem gedrungenen, später lockeren ährigen oder traubigen Gesamtblütenstand angeordnet. Die Hülle der Blütenkörbchen ist etwa 5 Millimeter hoch und becherförmig. Die fast zweireihig angeordneten Hüllblätter besitzen einen länglichen grünen Mittelteil und eine breiten hell- bis dunkelbraunen Hautrand. Die äußeren Hüllblätter sind etwa 2/3 so lang wie die inneren. Sie sind zur Fruchtzeit spreizend und zuletzt sternförmig ausgebreitet. Die Zungenblüten sind bräunlich und 3 bis 3,5 Millimeter lang. Die Röhrenblüten sind hellgelb.
Die Achänen besitzen einen langen, weißen Pappus aus Borsten.

### Chromosomensatz
Die Chromosomenzahl beträgt x = 7; es liegt Tetraploidie mit einer Chromosomenzahl von 2n = 28 vor.

## Ökologie
Beim Zwerg-Ruhrkraut handelt es sich um einen mesomorphen Hemikryptophyten.

## Vorkommen
Das Zwerg-Ruhrkraut ist auf der Nordhalbkugel von Westeuropa (Pyrenäen) und von Nordeuropa bis zum Iran und der Mongolei und in Grönland, Kanada und in den Vereinigten Staaten verbreitet. In Mitteleuropa kommt es besonders in den Alpen, aber auch im Schwarzwald, in den Sudeten und im französischen Jura vor. Es ist in Mitteleuropa eine Charakterart des Verbands der alpinen Silikat-Schneetälchen (Salicion herbaceae); es kommt aber auch in Pflanzengesellschaften der Borstgrasrasen (Nardion) oder der Krummseggenrasen (Caricion curvulae) vor. Die höchsten Vorkommen finden sich in Mitteleuropa bei 3300 Metern in Graubünden am Piz Linard.

## Taxonomie
Die Erstveröffentlichung erfolgte 1753 unter dem Namen (Basionym) Gnaphalium supinum durch Carl von Linné in Systema Naturae, 12. Auflage, Tomus III, S. 234. Synonyme für Gnaphalium supinum L. sind: Gnaphalium subacaule Krock., Gnaphalium fuscum Scop., Gnaphalium balcanicum Velen.
Nach Urtubey et al. 2016 ist der akzeptierte Name Omalotheca supina (L.) DC., der durch Augustin-Pyrame de Candolle 1838 in Prodromus Systematis Naturalis Regni Vegetabilis ... (DC.), 6, S. 245 veröffentlicht wurde.